# Lady Mary Louisa Lambton
Lady Mary Louisa Elgin, (Lambton, 8 de maio de 1819 – 9 de Março de 1898) foi uma pintora britânica.
Filha de John Lambton, 1º Conde de Durham, e sua segunda esposa.
Uma talentoso artista, ela estudou com John Richard Coke-Smyth, assim como sua irmã, Lady Emily Augusta, e sua companheira de viagem, Katherine Ellice. Ela escreveu e ilustrou revistas e diários de suas viagens internacionais.